# Старікова Олена Вікторівна
Олена Вікторівна Старікова (нар. 22 квітня 1996, Харків, Харківська область, Україна) — українська трекова велогонщиця, срібна призерка Олімпійських ігор 2020 року, срібна призерка чемпіонатів світу та Європи.
Заслужений майстер спорту України.

## Кар'єра
Прийшла в секцію велоспорту КСДЮШОР «Динамо» у місті Харків у квітні 2009 року, перший тренер Марія Зарванська.
Перші медалі на чемпіонаті України Олена здобула у 2010 році.
У вересні 2010 року почала навчання у ХДВУФК під керівництвом тренера Сергія Теліцина.
З 2010 по 2017 була багаторазовою чемпіонкою України з різних видів велоспорту на треку.
У 2012 році стала чемпіонкою України в груповій гонці на шосе серед дівчат.
У 2015 році здобула першу медаль на чемпіонаті Європи серед юніорів в гіті на 500 метрів.
У 2017 році стала володаркою Кубку Світу у спринті.
З 2018 року виступає за Львів.
На чемпіонаті Європи 2018 року, що проходив у Глазго, зуміла вибороти срібну нагороду у командному спринті та гіті на 500 метрів.
У січні 2019 року НОК України вперше в кар'єрі спортсменки визнав її найкращою спортсменкою місяця.
На чемпіонаті світу 2019 року зуміла вибороти срібну медаль у гіті на 500 метрів. Ця медаль стала першою для України на чемпіонатах світу з 2008 року.
На чемпіонаті Європи в Апелдорні, Нідерланди, здобула срібну нагороду у спринті та бронзу у гіті на 500 м.
5 серпня 2021 року львівська велогонщиця Олена Старікова посіла четверте місце у фінальному заїзді дисципліни кейрін на літніх Олімпійських іграх 2020 року в Токіо, а 8 серпня 2021 року завоювала срібну медаль у спринті з велоспорту.
У жовтні 2021 року Олена Старікова виборола титул віцечемпіонки Європи у дисципліні кейрін чемпіонаті Європи з велоспорту та треку. Завойоване «срібло» чемпіонату Європи стало 8-ю нагородою львівської велогонщиці в її спортивній кар'єрі. Це дало можливість Старіковій стати найбільш титулованою українкою в історії європейських чемпіонатів.

## Результати
| Рік              | Місце проведення             | Спринт           | Командний спринт | Гіт на 500 метрів | Кейрін           |
| Олімпійські ігри | Олімпійські ігри             | Олімпійські ігри | Олімпійські ігри | Олімпійські ігри  | Олімпійські ігри |
| ---------------- | ---------------------------- | ---------------- | ---------------- | ----------------- | ---------------- |
| 2021             | Токіо, Японія                | 2                | 8                | Н/Д               | 4                |
| Чемпіонат світу  |                              |                  |                  |                   |                  |
| 2014             | Калі, Колумбія               | Н/Д              | 8                | Н/Д               | Н/Д              |
| 2015             | Сен-Кантен-ан-Івлін, Франція | Н/Д              | 14               | Н/Д               | Н/Д              |
| 2016             | Лондон, Велика Британія      | Н/Д              | 13               | Н/Д               | Н/Д              |
| 2017             | Гонконг                      | 25               | Н/Д              | 11                | 25               |
| 2018             | Апелдорн, Нідерланди         | 10               | Н/Д              | 5                 | Н/Д              |
| 2019             | Прушкув, Польща              | 5                | 12               | 2                 | Н/Д              |
| 2022             | Сен-Кантен-ан-Івлін, Франція | 11               | Н/Д              | Н/Д               | 16               |
| Чемпіонат Європи |                              |                  |                  |                   |                  |
| 2015             | Гренхен, Швейцарія           | 12               | 8                | 9                 | Н/Д              |
| 2016             | Івлін, Франція               | 11               | Н/Д              | 5                 | 13               |
| 2017             | Берлін, Німеччина            | 7                | Н/Д              | 4                 | 13               |
| 2018             | Глазго, Велика Британія      | 6                | 2                | 2                 | 12               |
| 2019             | Апелдорн, Нідерланди         | 2                | 8                | 3                 | Н/Д              |
| 2020             | Пловдив, Болгарія            | 3                | 3                | 4                 | 1                |
| 2021             | Гренхен, Швейцарія           | 4                | 6                | Н/Д               | 2                |
| 2022             | Мюнхен, Німеччина            | 9                | 5                | 2                 | 3                |
| Європейські ігри |                              |                  |                  |                   |                  |
| 2019             | Мінськ, Білорусь             | 5                | 6                | 2                 | 10               |

## Державні нагороди
- Орден княгині Ольги I ст. (16 серпня 2021) — За досягнення високих спортивних результатів на ХХХІІ літніх Олімпійських іграх в місті Токіо (Японія), виявлені самовідданість та волю до перемоги, утвердження міжнародного авторитету України.[10]
- Орден княгині Ольги II ст. (8 березня 2021) — За значний особистий внесок у соціально-економічний, науково-технічний, культурно-освітній розвиток Української держави, зразкове виконання службового обов'язку та багаторічну сумлінну працю.[11]
- Орден княгині Ольги III ст. (15 липня 2019) — За досягнення високих спортивних результатів ІІ Європейських іграх у м. Мінську (Республіка Білорусь), виявлені самовідданість та волю до перемоги, піднесення міжнародного авторитету України.[12]